# Colorguard
Le color-guard était la personne chargée de porter ou d’assurer la garde, l’escorte de l’étendard, c'est-à-dire les couleurs, arboré par un groupe, qu’il soit militaire ou non. Il s’agissait du drapeau national et/ou celui du groupe. Ensuite, cette responsabilité s’est transformée par l’utilisation de ce matériel (drapeau, fusil, sabre) à des fins plus artistiques.

## L’origine
Le mouvement Color-Guard est né lorsque quelqu’un s’est aperçu que la combinaison de la marche militaire avec l’utilisation de  drapeaux, sabres et fusils pouvait produire un effet visuel étonnant. D’année en année, des hommes et des femmes de tous âges ont commencé à faire attention à l’expression et à l’attitude de leur corps et ont intégré la danse dans leur « show ». Pendant les mois d’hiver et au début du printemps, en attendant les beaux jours qui permettent les prestations en extérieur, les membres et instructeurs de ces groupes créèrent des spectacles chorégraphiques qui étaient évalués dans le cadre d’un circuit de compétition appelé "Winter Guard".

Le colorguard

## Définition
Le colorguard est une activité dont le mouvement est issu des États-Unis, qui a pour objectif de réaliser un programme chorégraphique annuel visant un thème particulier et mêlant des déplacements avec l’utilisation d’un drapeau, d’un fusil, d’un sabre ainsi qu’une partie danse.
Le minimum de personnes doit être de six et peut aller jusque quarante. L’entraînement se passe uniquement le week-end avec environ 15 heures de travail répartis sur les deux jours (samedi et dimanche). La moyenne d’âge pour pratiquer cette activité est de 16  à 25 ans. Les trois qualités principalement requises sont le dynamisme, la grâce et la disponibilité. Cela peut être pratiqué par le sexe féminin et masculin.

## Concours
ColorGuard Nederland (CGN) Pays-Bas et WinterGuard United Kingdom (WGUK) Angleterre sont des fédérations qui organisent annuellement des rassemblements de diverses associations de colorguard d’Europe pour leur permettre de se faire évaluer sur leur programme chorégraphique, par des juges professionnels et selon certains critères :
- Le « general effect » (l’effet général)Le colorguard
- La technique (niveau)

Le colorguard

- Le « visual effect » (l’effet d’ensemble)
- Le « drill » (les déplacements)

Grâce aux critiques apportées, chaque association de colorguard doit tenir compte de ces critiques et revenir l’année suivante avec un programme de plus haut niveau technique et créatif.
Le temps d’un programme doit être de 2 minutes et 30 secondes et peut aller jusqu’à 5 minutes. Les concours ont lieu en hiver. WGUK et CGN se consacrent au fait d'apporter une expérience positive et éducative aux milliers de jeunes gens à travers l'Europe.